# Haida (Krkonoše)
Haida (německy Haide) je vrchol v České republice ležící ve východních Krkonoších.

## Poloha
Haida se nachází na území obce Malá Úpa ve vzdálenosti asi 4,5 km východně od nejvyšší hory Krkonoš Sněžky. Tvoří zakončení krátké rozsochy vybíhající jižním směrem z Lesního hřebenu. Pouze na severu přechází plochý vrchol v ploché nehluboké sedlo, ostatní svahy jsou prudké s výrazným převýšením. Přes výšku bez mála 1000 metrů je ale Haida poněkud utopena mezi mnohem vyššími okolními vrcholy. Vrchol se nachází na území Krkonošského národního parku.

## Vodstvo
Haida spadá do povodí Malé Úpy, která jí z východu obtéká. V severním svahu se nachází radioaktivní pramen svatého Vojtěcha.

## Vegetace
Celý povrch hory býval pokryt smrkovou hospodářkou monokulturou, která byla ve vrcholové partii a z velké části i na svazích vykácena. Takto vzniklé holiny zvolna zarůstají. Luční enklávy na svazích nejsou z hlediska rozlohy významné. Pouze zde se nacházejí též nacházejí ojedinělé stavby v podobě horských chalup.

## Komunikace
Masív Haidy je obsluhován pouze lesními cestami různé kvality, z nichž nejdůležitější přichází na západní okraj vrcholové plošiny se severozápadu od silnice II/252 z prostoru Žacléřských Bud. Z ní odbočuje lesní cesta směřující západním směrem téměř k samotnému vrcholu. Turistické trasy nejsou prostorem Haidy vedeny.